# Ingo Hoffmann
Ingo Ott Hoffmann (San Paolo, 28 febbraio 1953) è un pilota automobilistico brasiliano, che ha corso anche in Formula 1.

## Carriera

Hoffmann su Copersucar al Gran Premio d'Argentina 1977

Fa il suo esordio nella Formula Ford nel suo paese prima di passare nel 1975 nel campionato di Formula 3 britannico. Pur senza risultati di rilievo viene scelto dai fratelli Fittipaldi per guidare la seconda vettura della loro scuderia di formula 1 nel campionato del 1976. Nella prima gara, il Gran Premio del Brasile, Hoffmann chiude undicesimo, tra l'altro precedendo Emerson Fittipaldi di due giri. La scuderia Copersucar però non schiera sempre due vetture sicché Hoffmann viene iscritto a pochi altri gran premi. Non si qualifica in quello degli Stati Uniti Ovest né in quello di Spagna mentre a partire dal Gran Premio di Gran Bretagna l'unica vettura viene affidata a Emerson Fittipaldi.
Nel 1977 Hoffmann corre i primi due gran premi (Brasile ed Argentina). Nel primo è costretto all'abbandono mentre nel secondo termina settimo. Qui si conclude la sua carriera nella massima formula ma non nell'automobilismo. Torna in Brasile dove vince 8 titoli nelle stock cars.

## Risultati in F1
| 1976 | Scuderia   | Vettura     |    |  |    |    |  |  |  |    |  |  |  |  |  |  |  |  |  | Punti | Pos. |
| ---- | ---------- | ----------- | -- |  | -- | -- |  |  |  | -- |  |  |  |  |  |  |  |  |  | ----- | ---- |
| 1976 | Fittipaldi | FD03 e FD04 | 11 |  | NQ | NQ |  |  |  | NQ |  |  |  |  |  |  |  |  |  | 0     |      |

| 1977 | Scuderia   | Vettura |     |   |  |  |  |  |  |  |  |  |  |  |  |  |  |  |  | Punti | Pos. |
| ---- | ---------- | ------- | --- | - |  |  |  |  |  |  |  |  |  |  |  |  |  |  |  | ----- | ---- |
| 1977 | Fittipaldi | FD04    | Rit | 7 |  |  |  |  |  |  |  |  |  |  |  |  |  |  |  | 0     |      |

| Legenda | 1º posto     | 2º posto | 3º posto    | A punti         | Senza punti/Non class.  | Grassetto – Pole position Corsivo – Giro più veloce |
| Legenda | Squalificato | Ritirato | Non partito | Non qualificato | Solo prove/Terzo pilota | Grassetto – Pole position Corsivo – Giro più veloce |